# Radio calistenia

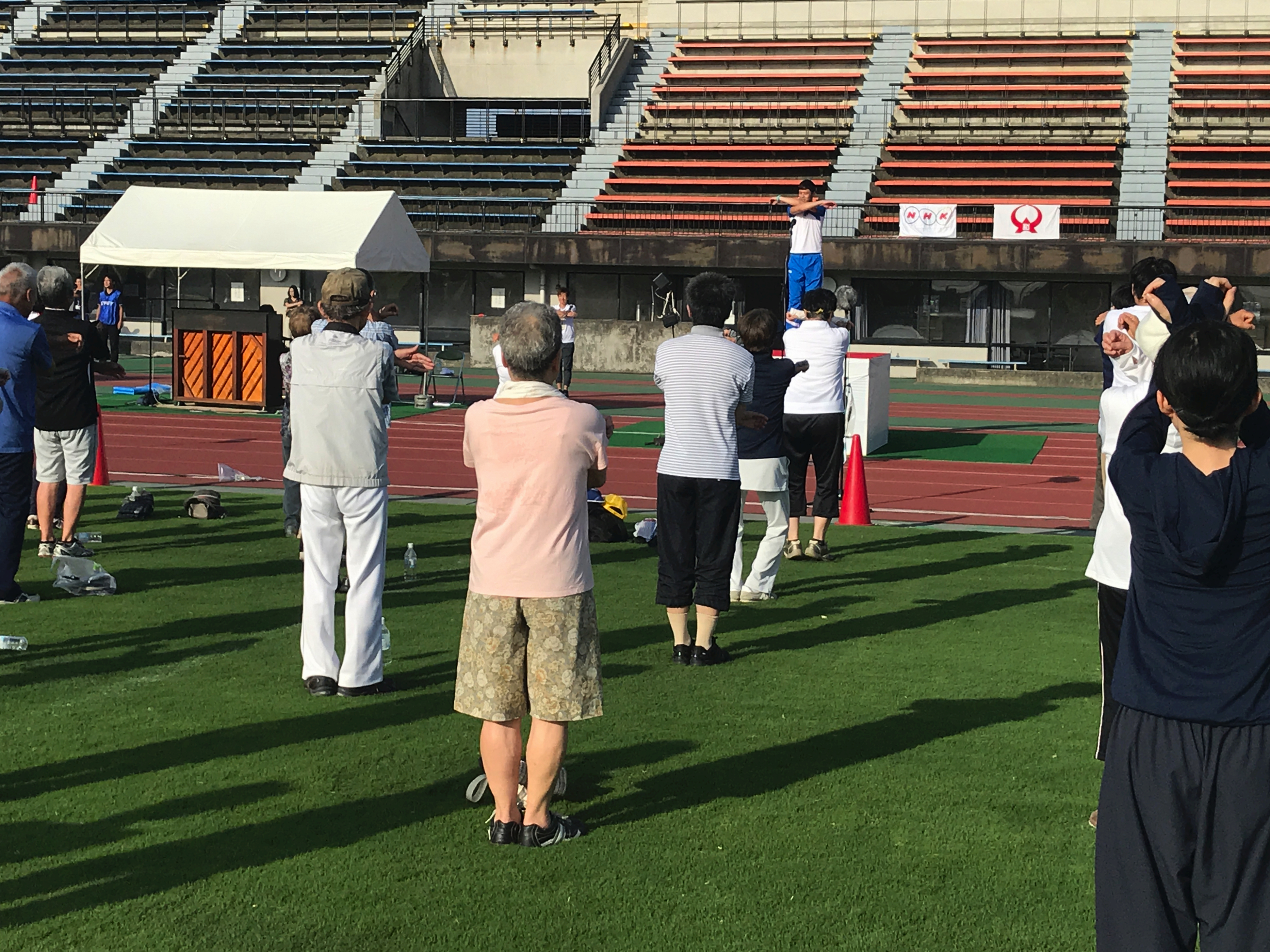
Personas realizando en Yamato (Kanagawa), Japón.

Radio calistenia son ejercicios calisténicos de calentamiento que se realizan con música y siguiendo las indicaciones de las emisiones de radio. Originarios de Estados Unidos, son populares en Japón y partes de China, Corea del Norte y Taiwán.

## Estados Unidos
La idea de la calistenia radiotransmitida surgió de los «ejercicios de puesta a punto» (en inglés setting-up exercises) emitidos en emisoras de radio estadounidenses desde 1923 en Boston (en la emisora WGI).  La más duradera de estas emisiones de ejercicios de preparación fue patrocinada por la Metropolitan Life Insurance Company (ahora MetLife), que patrocinó las emisiones de ejercicios de preparación en la emisora radial WEAF de Nueva York que se emitieron por primera vez en abril de 1925.  El programa patrocinado por la compañía de seguros MetLife, oficialmente conocido como Metropolitan Life Health Exercises, pero luego conocido como "Tower Health Exercises",   en honor a la torre desde donde se transmitían los ejercicios, también se transmitió en emisora WCAP en Washington D. C., y la emisora WEEI en Boston,  entre otras.

## Japón

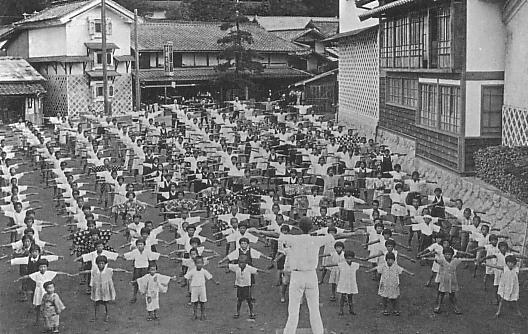
Niños japoneses realizando radio calistenia en la década de 1930.

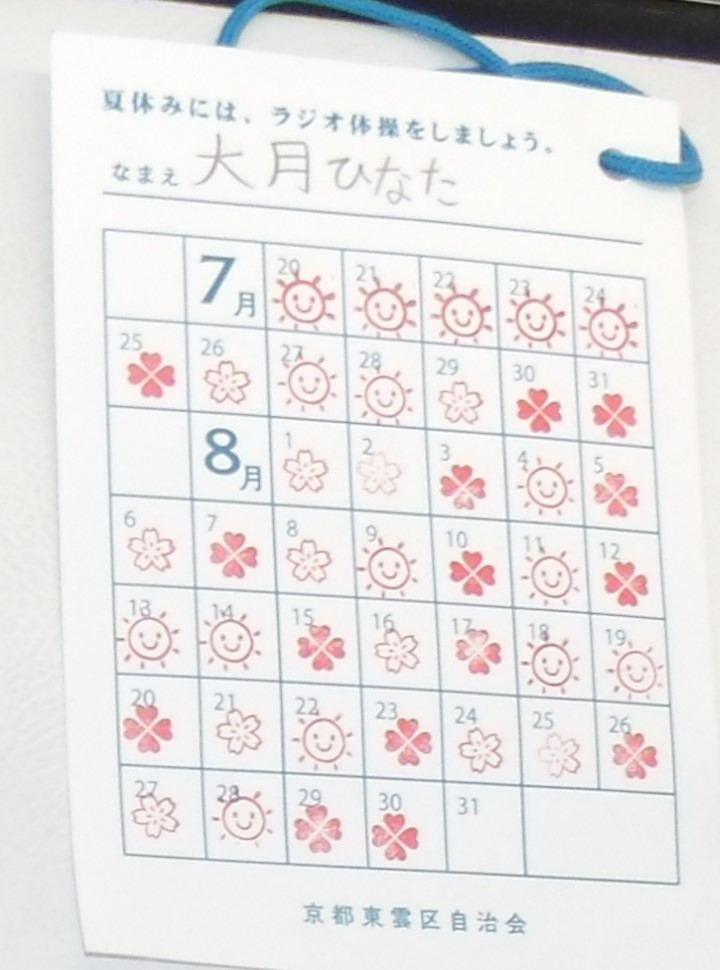
Calendario de asistencia para las sesiones de radio taisō durante las vacaciones de verano escolares en Japón.

En Japón es conocido como Radio taisō (ラジオ体操 rajio taisō?, lit: "ejercicios de radio"). Las calistenias radiofónicas se emiten con música en la radio y televisión públicas NHK a primera hora de la mañana, y es un raro ejemplo de programa patrocinado en la NHK (el patrocinador es la Japan Post Insurance Co.). Los radio taisō se introdujeron en Japón en 1928 como conmemoración de la entronización del emperador Hirohito; un empleado de la división japonesa de seguros postales (predecesora de la Japan Post Insurance Co.) -enviado inicialmente a MetLife para estudiar el sistema de seguros en Estados Unidos- se enteró de la existencia de los Tower Health Exercises e inmediatamente trajo a Japón muestras de los ejercicios de MetLife. Los ejercicios se utilizaron ampliamente para mejorar la salud general de los soldados japoneses tanto en el país como en el extranjero durante las décadas de 1930 y 1940. Los ejercicios se introdujeron en otras naciones del Pacífico, como Taiwán, Hong Kong e Indonesia, durante el periodo de colonización japonesa.
Tras la derrota de Japón en 1945, las emisiones fueron prohibidas por las potencias ocupantes por su carácter demasiado militarista. 
Tras varias revisiones de la rutina de ejercicios, El radio taisō fue reintroducido por la radio NHK en el año 1951 con el apoyo del Ministerio de Educación, el Ministerio de Sanidad, la Asociación Japonesa de Gimnasia y la Asociación Japonesa de Recreación.  A partir del 7 de octubre de 1957, comienza a transmitirse la versión para televisión.
El radio taisō se sigue utilizando en las escuelas como actividad de calentamiento para las clases de educación física y durante las actividades del día del deporte. También se utiliza en algunas empresas como forma de fomentar la moral y el sentimiento de unidad del grupo, así como para elevar los niveles de energía y fomentar la buena salud. 
Una costumbre del radio taisō nacida en la década de 1950 es que durante las vacaciones de verano de las escuelas, los niños de reúnen en algún lugar de su ciudad como una plaza, parque o partio de escuela, se les entrega una cartilla de asistencia y al que se le ponen sellos por las actividades realizadas, una vez completada está se les entrega un regalo pequeño como incentivo. Todo esto es organizado por agrupaciones de padres y madres.

## China
China también cuenta con este tipo de calistenia, es llamada gimnasia radiofónica popular (en chino simplificado, 大众广播体操; pinyin, dà zhòng guǎng bō tǐ cāo). Son obligatorias en algunas regiones desde 2010. Originalmente fueron introducidos por el gobierno de Mao Zedong en 1951,  pero ahora las transmisiones corren a cargo de la Administración General del Deporte de China. Existe una versión de estos ejercicios transmitidos por la Televisión Central de China cuyos ejercicios se basan en los movimientos de ópera china.

## Reino Unido
En diciembre de 1939, la BBC introdujo programas calisténicos radiofónicos de 10 minutos de duración. Se titulaban «Up in the Morning Early» y se emitían en la emisora BCC Home Service a las 7:35 de lunes a sábado. Los programas de los lunes, miércoles y viernes estaban dirigidos a los hombres y los de los martes, jueves y sábados a las mujeres.  